# Strażnica KOP „Anopol”

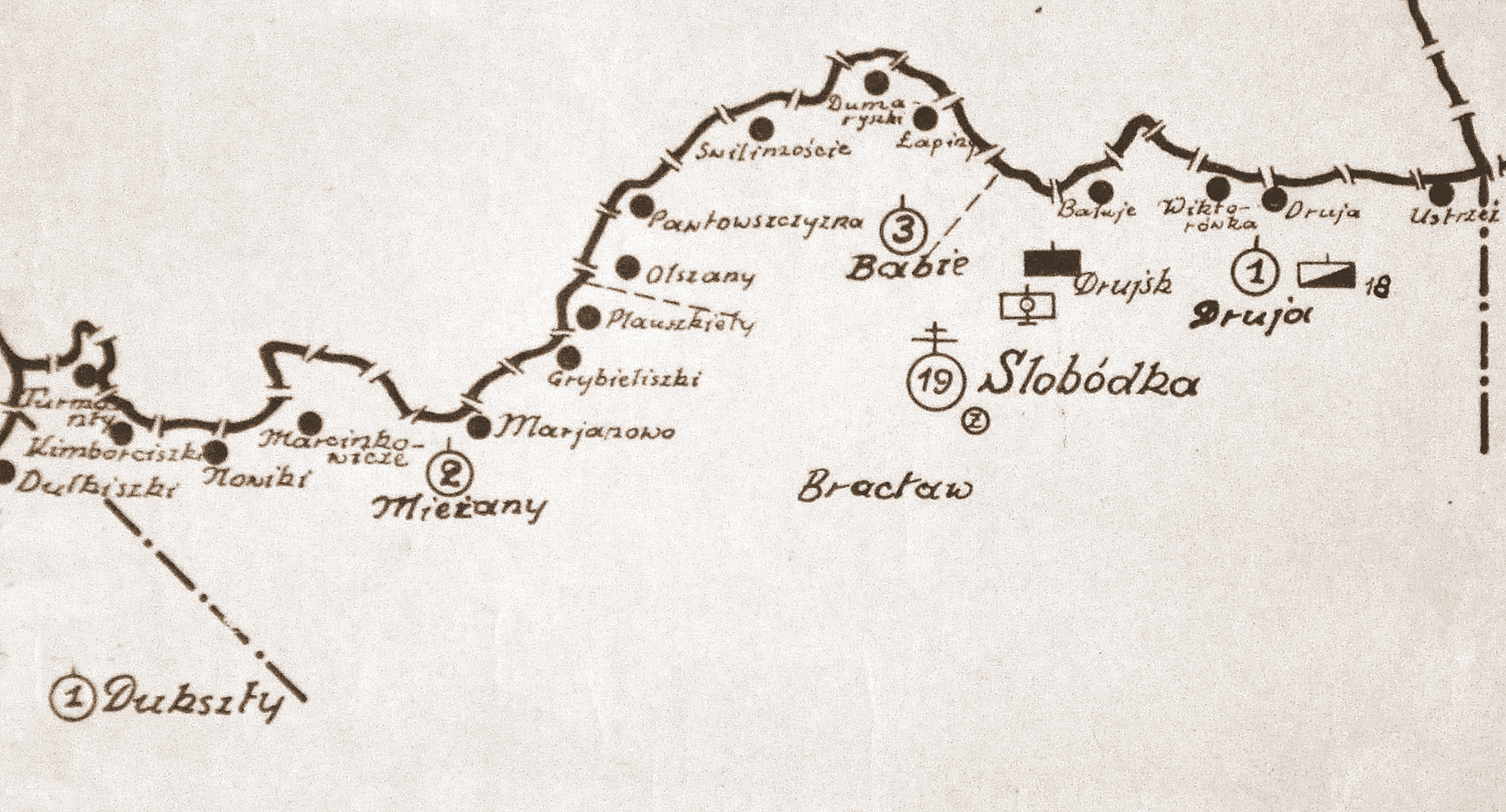
Rozmieszczenie batalionu KOP „Słobódka” w 1931

Strażnica KOP „Anopol” – zasadnicza jednostka organizacyjna Korpusu Ochrony Pogranicza pełniąca służbę ochronną na granicy polsko-łotewskiej.

## Formowanie i zmiany organizacyjne
W 1926, w składzie Brygady KOP „Wilno”, został sformowany 19 batalion graniczny. W 1928 w skład batalionu wchodziło 12 strażnic. W 1931 strażnica znajdowała się w strukturze 2 kompanii KOP „Mieżany” .  W komunikacie dyslokacyjnym z 1932 nie występuje. W jej miejscu pojawia się strażnica KOP „Anopol”. Strażnica w latach 1932–1938 znajdowała się w strukturze 2 kompanii KOP „Mieżany”. Strażnica liczyła około 18 żołnierzy i rozmieszczona była przy linii granicznej z zadaniem bezpośredniej ochrony granicy państwowej.
W 1932 obsada strażnicy zakwaterowana była w budynku KOP. Strażnicę z macierzystą kompanią łączyła droga polna długości 9 km.

## Służba graniczna
Podstawową jednostką taktyczną Korpusu Ochrony Pogranicza przeznaczoną do pełnienia służby ochronnej był batalion graniczny. Odcinek batalionu dzielił się na pododcinki kompanii, a te z kolei na pododcinki strażnic, które były „zasadniczymi jednostkami pełniącymi służbę ochronną”, w sile półplutonu. Służba ochronna pełniona była systemem zmiennym, polegającym na stałym patrolowaniu strefy nadgranicznej, wystawianiu posterunków alarmowych, obserwacyjnych i kontrolnych stałych, patrolowaniu i organizowaniu zasadzek w miejscach rozpoznanych jako niebezpieczne, kontrolowaniu dokumentów i zatrzymywaniu osób podejrzanych, a także utrzymywaniu ścisłej łączności między oddziałami i władzami administracyjnymi. Strażnice KOP stanowiły pierwszy rzut ugrupowania kordonowego Korpusu Ochrony Pogranicza.
Strażnica KOP „Anopol” w 1932 ochraniała pododcinek granicy państwowej szerokości 7 kilometrów 800 metrów, a w 1938 pododcinek szerokości 6 kilometrów 400 metrów od słupa granicznego nr 81 do 85.
Sąsiednie strażnice:
- strażnica KOP „Marjanowo” ⇔ strażnica KOP „Plauszkiety” – 1931[2]
- Strażnica KOP „Marjanowo I” ⇔ Strażnica KOP „Plauszkiety” – 1932[3], 1934[4]
- Strażnica KOP „Mieżany” ⇔ Strażnica KOP „Plauszkiety” – 1938[5]